# Sint-Sulpitiuskerk (Jumet)
De Sint-Sulpitiuskerk (Frans: Église Saint-Sulpice) is een parochiekerk gelegen in Jumet, een deelgemeente van Charleroi, in de Belgische provincie Henegouwen. Ze is gewijd aan Sulpitius de Vrome.
De oudste materiële sporen van een kerkgebouw op deze plaats dateren uit de 10e eeuw. Drie gebouwen die de huidige kerk voorafgingen, werden aangetroffen tijdens opgravingen uitgevoerd in 1967. Het huidige gebouw werd tussen 1750 en 1753 gebouwd in classicistische stijl, ontworpen door een anonieme architect. De kerk, gebouwd in bak- en kalksteen, is zeer homogeen. Ze werd in 1949 opgenomen op de lijst van beschermd erfgoed.

## Historische achtergrond
De kerk, evenals Jumet, wordt genoemd in de inventaris van de Abdij van Lobbes in 868. Ze is dus zeer oud, maar wordt toch zelden beschreven. Dat komt waarschijnlijk doordat de meeste betreffende documenten verloren gegaan zijn. Die waren namelijk bewaard in het Rijksarchief te Bergen en het Bisschoppelijk Paleis van Doornik, die beide zijn vernietigd in het begin van de Tweede Wereldoorlog.
Tijdens het ancien régime maakte Jumet deel uit van het prinsbisdom Luik. De abt van Lobbes was er de heer per delegatie van de prins-bisschop. Deze soevereiniteit van Luik werd echter betwist door zijn buren, Brabant en Henegouwen. Met de tijd drong Brabant zich meer en meer op en dat scheen aan de wensen van de lokale bevolking te beantwoorden. Vanaf de jaren 1730 handelde Brabant alsof Jumet zijn eigendom was. In de jaren 1740 tekende de hertogin Maria Theresia en de Soevereine Raad van Brabant, op aanvraag van de burgemeester en schepenen, enkele wetten. Eindelijk zwichtte de prins-bisschop en op 28 juni 1780 liet hij de heerlijkheid Jumet aan Brabant.
Tijdens het Franse bewind maakte Jumet deel uit van het departement Jemappes die de provincie Henegouwen werd na de val van Napoleon I.
De verschillende kerken die het hedendaags gebouw voorgingen (hun patroonheilige is niet bekend), waren deze van een parochie van de voormalige dekenij Fleurus van het bisdom Luik. In 1559, bij de oprichting van de nieuwe bisdommen in de Nederlanden, werd de parochie aan het nieuw opgerichte bisdom Namen gebonden en uiteindelijk aan het bisdom Doornik bij het Concordaat van 15 juli 1801.

## De opgravingen van 1967
In 1967 onderging de kerk een belangrijke restauratie, uitgevoerd onder Simon Brigode, architect en hoogleraar aan de Katholieke Universiteit Leuven. Tijdens deze restauratie werden van 16 tot 22 augustus 1967 opgravingen uitgevoerd onder leiding van Luc-Francis Genicot, docent aan de Universiteit van Leuven.

Opgravingen uitgevoerd in augustus 1967

Deze late opgravingen vonden plaats op een beperkte maar gelukkig significante plek, terwijl de restauratiewerken reeds verschillende oude funderingen hadden verwoest.
Maar de bouw van de huidige kerk in de 18e eeuw had de locatie al grondig veranderd. De vloer van de 18e eeuw ligt lager dan de voorgaande. Van de oude funderingen was enkel het laagste deel bewaard gebleven, bij de oorspronkelijke bodem. Het graf bevond zich op slechts 19 cm onder het niveau van de huidige vloer.
Werkzaamheden uitgevoerd in de 19e en 20e eeuw hebben eveneens oude sporen verwoest. Een smalle goot in baksteen, voorzien voor het plaatsen van buizen voor de gasverlichting in het begin van de tweede helft van de 19e eeuw kruist daar de greppel B. Een goot uit het begin van de 20e eeuw, gegraven ongeveer in de lengteas van de huidige kerk, heeft oude funderingen doorsneden.
De opgravingen hebben het echter mogelijk gemaakt om de achtereenvolgende ontwikkelingsfasen van het gebouw te reconstrueren.

## De opeenvolgende kerken
Bij de opgravingen werden drie gebedsgebouwen die de huidige kerk voorafgingen, geïdentificeerd.

Overlappende plannen van de kerken 1, 3 en 4.

### Eerste kerk
Het eerste gebouw, in preromaanse stijl, bestond uit een rechthoekige zaal, een simpel schip van 4,7 breed en een lengte die bij de opgravingen niet kon worden vastgesteld. Deze was waarschijnlijk het dubbele van de breedte, zoals vaak het geval is bij kleine kerken uit de vroege middeleeuwen. Het is misschien de kerk die tussen 959 en 971 werd gewijd door Heraclius, abt van Lobbes en bisschop van Luik en waar de oorkonde van Heraclius over schrijft.

Overlappende plannen van de kerken 2 en 3.

### Tweede kerk
Tijdens de opgravingen werden van de tweede kerk enkel de funderingen van een chevet met drie onregelmatige muurdelen gevonden. Het is onmogelijk uit te maken hoe het gebouw zich in de richting van de narthex uitbreidde. Wel weet men dat daar een toren stond, want Jehan Camal, pastoor, liet in een testament van 1517 vijftig ponden na voor het herstellen van de toren en het plaatsen van een klok. Dit is waarschijnlijk de toren waarvan nog sprake was in de 17e eeuw en die in de 18e eeuw werd gesloopt voor het bouwen van de huidige kerk. De omvang van dit koor laat vermoeden dat het gebouw een middenschip en twee zijbeuken had, misschien gelijkend op de derde kerk. Deze veronderstelling wordt versterkt door het feit dat buiten het hoogaltaar een register van 1445 het bestaan van een altaar gewijd aan sint Nicolaas en een ander register van 1518 een altaar gewijd aan de heilige Maagd Maria vermelden.
De gelijkenis met het koor van de Sint-Maartenkerk van Marcinelle, herbouwd aan het einde van de 15e eeuw, maakt dat Luc-Francis Genicot veronderstelt dat deze laatste is geïnspireerd op het ontwerp dat eerder in Jumet was gebruikt, misschien tijdens de 14e eeuw.
In dit koor werd een graf met een skelet in een genagelde eikenhouten kist gevonden. De aanwezigheid van geborduurde stof en de plaats waar het graf zich bevond laat vermoeden dat het van een priester, waarschijnlijk de plaatselijke pastoor, is.

### Derde kerk
Het koor van het derde gebouw stamt zeer waarschijnlijk uit het midden van de 17e eeuw. Deze kerk is acht maal groter dan de eerste. Het koor heeft een vijfhoekig plan en is 8,25 meter diep. Het is ondersteund door vier steunberen die laten vermoeden dat er een gewelf, waarschijnlijk in gotische stijl, aanwezig was. Het schip, 22 meter lang en een breedte die geraamd wordt op 20 meter, is lichtjes trapeziumvormig met twee zijbeuken. De omvang van deze zijbeuken laat vermoeden dat men hier met een hallenkerk te maken heeft, zoals er meerdere waren in Henegouwen sinds de 15e en 16e eeuw.
Tegen de gevel van de kerk stond de reeds eerder vermelde toren. Die onderging een belangrijke restauratie in 1670. In 1681 werd er een uurwerk in geplaatst. Die klokkentoren had waarschijnlijk een vierkant plan met zijden van 6,4 meter. Hij draagt een ingesnoerde naaldspits, met erop een groot kruis en een windhaan op 38 meter hoogte.
In 1710 verkeerde de kerk opnieuw in slechte staat en had zware herstellingen nodig. De baljuw van Jumet, Jean de Vigneron, vroeg aan de abt van Lobbes om een nieuwe kerk te bouwen. Maar de abdij kon die kosten niet dragen. Uiteindelijk werd, na een rechtspraak, beslist dat koor, toren en dak van het schip van de kerk zouden worden hersteld.

### Huidige kerk

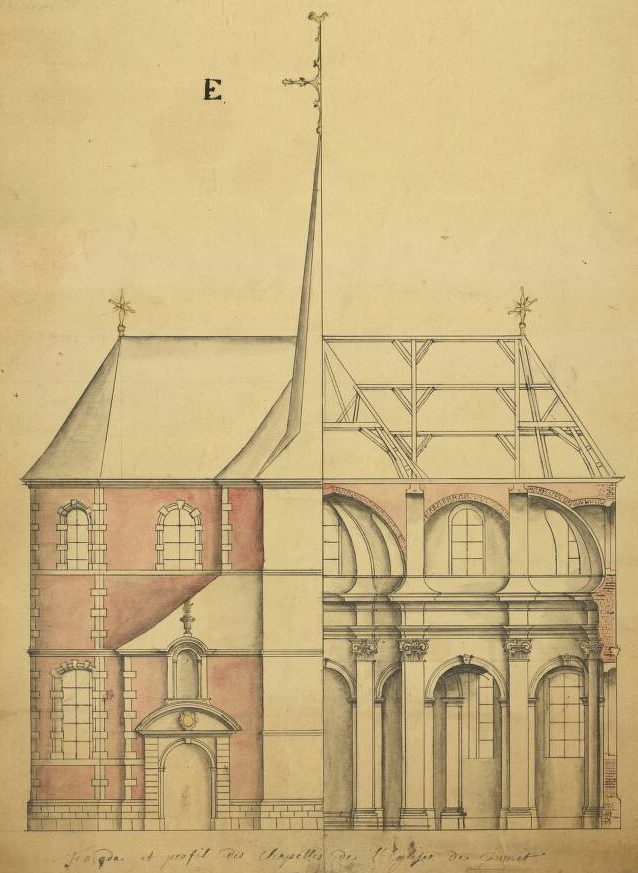
Oorspronkelijk ontwerp uit de 18e eeuw met de oude toren aanwezig (blad E).

De huidige kerk werd tussen 1750 et 1753 gebouwd door een anonieme architect. De oorspronkelijke plannen staan beschreven op vijf gekleurde bladen die bewaard zijn in het Belgische rijksarchief. Ze zijn genummerd van A tot E zonder enig logische volgorde, waarschijnlijk na de voltooiing van het gebouw. Het blad C maakte niet deel uit van het eerste dossier, maar alle vijf tekeningen zijn wel van eenzelfde hand. Het blad E draagt nota's aan de keerzijde met twee maal de vermelding van de naam D. De Lados, misschien de naam van de architect.

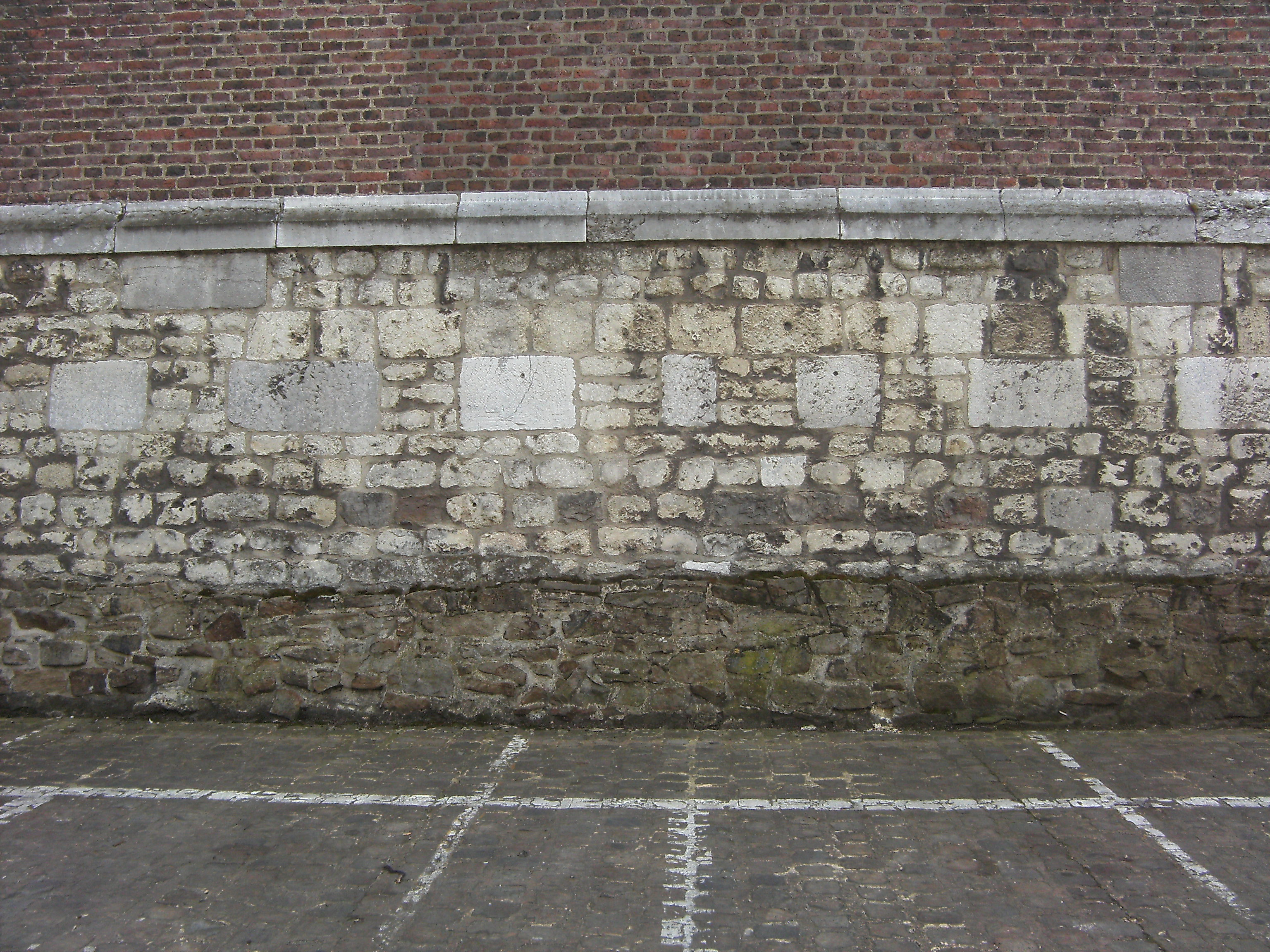
Detail van de noordergevel met materiaal afkomstig van de voorgaande kerk.

Voor 1750 werd de oude kerk gesloopt en het terrein geëffend om het gebouw in de geplande afmetingen te ontvangen. Deze effening is waarschijnlijk de reden waarom de huidige kerk niet precies naar het oosten is georiënteerd, wat met de eerste kerk wel het geval was.

Het plan was ambitieus en overmaats voor het gehucht in die tijd. Er ontstond ruzie tussen de architect en de opdrachtgevers, waaronder de abt van Lobbes, Theodulfe Barnabé (abt van 1728 tot 1752). De bouw liep forse vertragingen op en, ondanks het hergebruik van materiaal afkomstig van de oude kerk in de fundering en lage delen, beliepen de kosten uiteindelijk het vijfvoudige van de oorspronkelijke ramingen: 
We werden zwaar bedrogen bij de herbouw van deze kerk [...] het zou ons twintigduizend gulden kosten, maar de prijs is opgelopen tot honderdduizend [...] De architect heeft ons bedrogen door de kerk te verlengen met negenentwintig voeten en meerdere andere zaken.— (vrij vertaald naar de tekst geciteerd door Genicot)
Het eerste plan (zie blad E in illustratie) voorzag de oude toren te behouden. Een wijziging maakte definitief tabula rasa van het verleden. De nieuwe toren maakt waarschijnlijk deel uit van een van de "meerdere andere zaken" in de klacht.

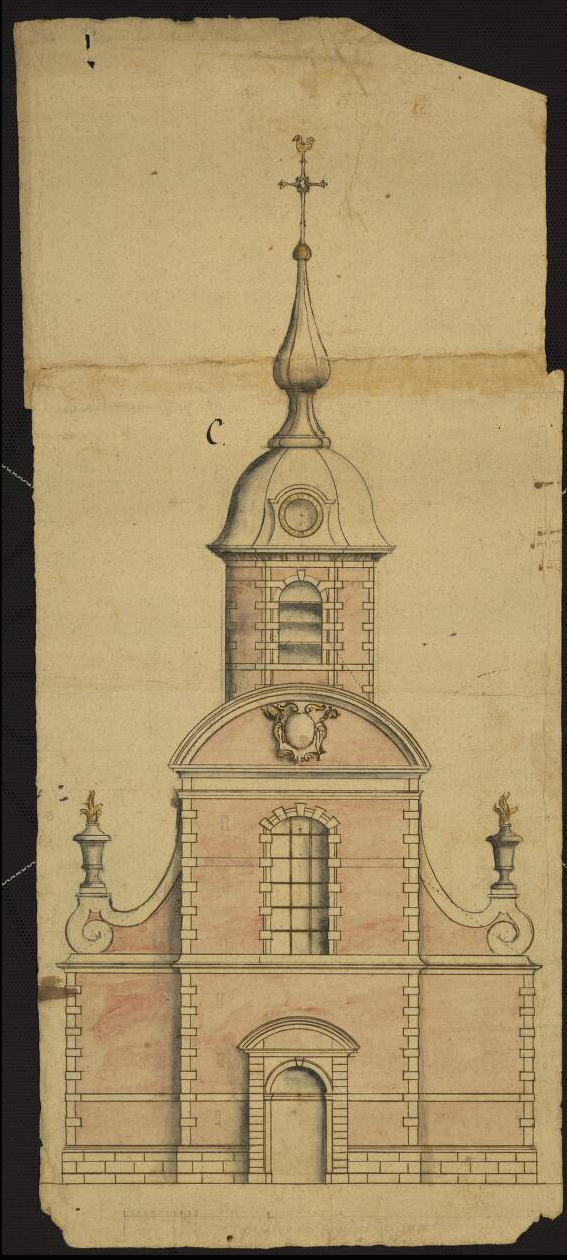
Tekening uit de 18e eeuw met het nieuw gevelontwerp (blad C).

Het conflict leidde tot een rechtszaak bij de Soevereine Raad van Brabant. De architect moest zijn pretenties verlagen. Een vergelijking tussen de uiteindelijke kerk en het oorspronkelijke plan, vooral in de hoge gedeelten en de gevel, maakt dit duidelijk. De werken gaan verder, zij het met vertraging. In 1753 is de kerk afgewerkt.
De toren is ontworpen voor drie klokken. Twee zijn duidelijk beschreven. Er is geen bewijs dat er ooit een derde is geweest.
Aan de oostkant hangt een klok van 1590, versierd met een afbeelding van de Maagd. Ze draagt als opschrift: "Micael Willelmus coadiutor Lobiensis me fecit - 1590 - Maître Jean Grongnart, fondeur".
Aan de westkant was de tweede klok waarschijnlijk in slechte staat, want ze werd hergoten in 1772, zoals vermeld in het opschrift "+ En l'an 1772 j'ai été refondue aux frais de la communauté de Jumet par les [sic] Simon Chevresson et Deforest."
Tijdens de Franse Revolutie werd het gebouw waarschijnlijk beschadigd, want in 1797 kende de plaatselijke overheid een budget toe voor het herstellen van de ruiten en het dak. In 1808, werden drie nieuwe altaren vervaardigd.
In 1835 onderging de kerk een belangrijke restauratie. Een gedeelte van de vloer werd vervangen, nieuw meubilair geplaatst, de altaren vervangen. en het hoogaltaar opnieuw gewijd.
In het metselwerk van dit hoogaltaar, afgebroken tijdens de restauraties van 1968, werd een reliekhouder gevonden. Een houten koffer afgesloten met een glazen deksel. Hij bevat twee beenderen, bijeengebonden door een koperen draad. Daartussenin bevond zich een in zeer slechte staat verkerend blad papier, bijna onleesbaar. Het dateert uit 1835. Het is mogelijk dat de reliekhouder ouder is en geplaatst werd bij de wijding van het nieuwe altaar.
In 1840 werd een orgel geplaatst. Het werd gebouwd door Hyppolyte Loret. In 1873 werd het instrument uitgebreid.
In 1943 vorderde de Duitse bezetter de klokken. De klok uit 1590 werd uit de toren gehaald en naar Duitsland gebracht. Na de oorlog werd ze teruggevonden en kreeg ze haar plaats terug in de toren.

## Architectuur en meubilair

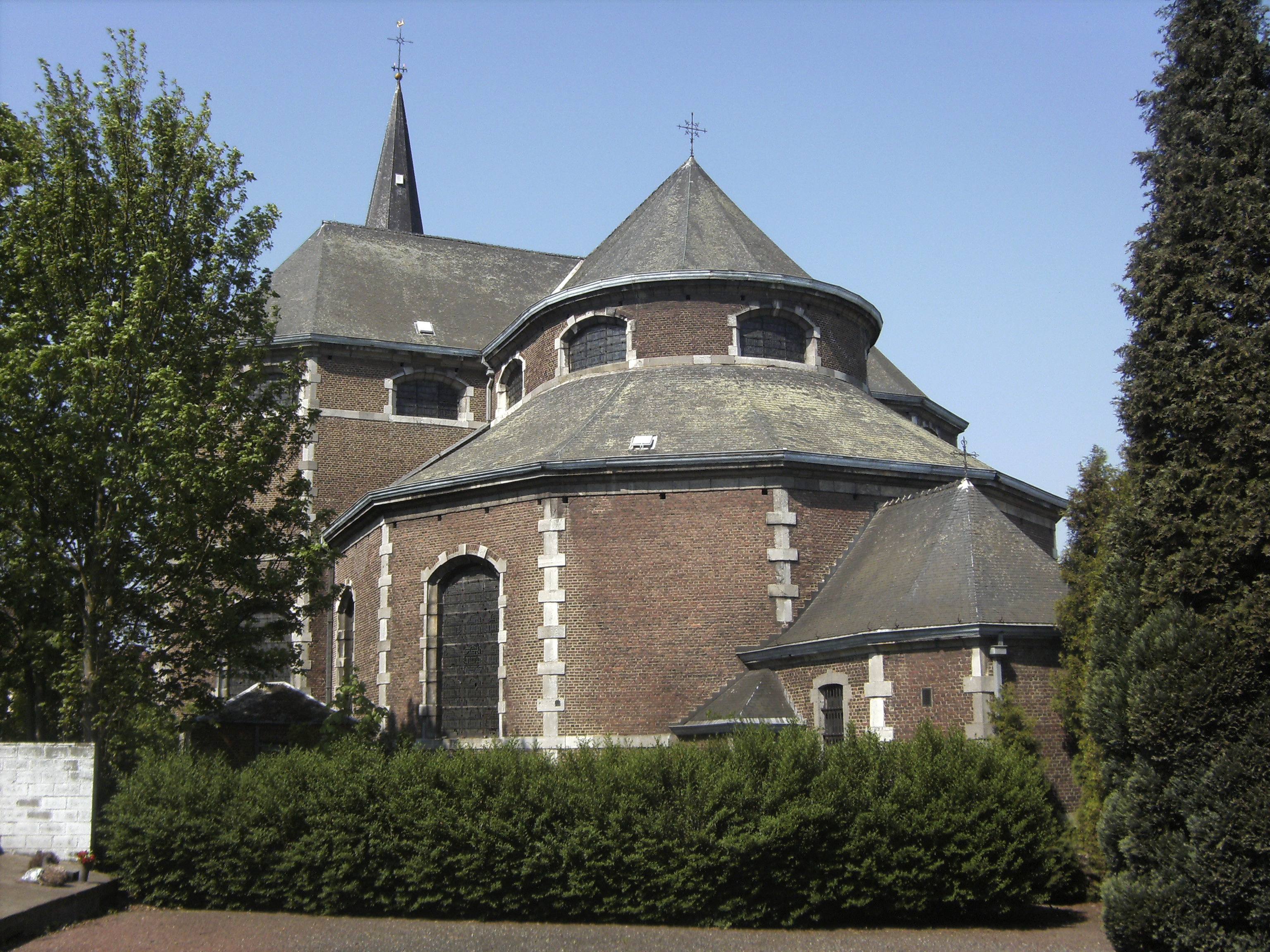
Chevet van de kerk.

In classicistische stijl is de kerk, gebouwd in bak- en kalksteen, zeer homogeen. Ze bestaat uit een schip van zes traveeën en twee zijbeuken, een transept met drie zijden, een koor met veelhoekige kooromgang en in de lengteas een sacristie. De sokkel met vellingkant is uit parament aan de façade, en elders uit breuk- en zandsteen.
Alle hoekbanden zijn in kalksteen en hebben een geblokte structuur.

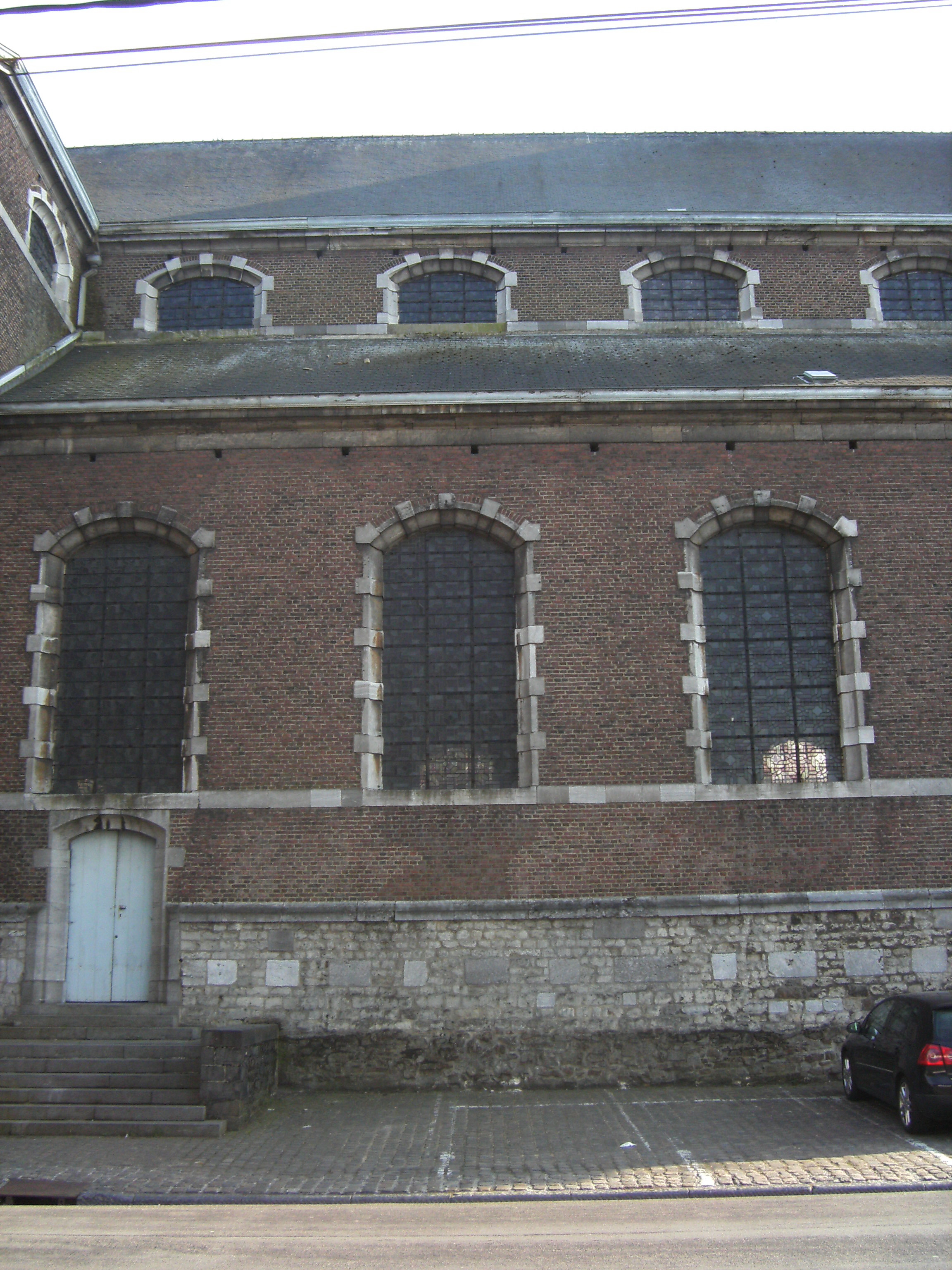
Aanzicht van de drie eerste traveeën van de noordelijke zijbeuk.

De vensters, behalve deze van de toren, hebben een omlijsting in kalksteen met op regelmatige afstand geplaatste negblokken, een segmentboog en dorpels verbonden door een band die het gebouw volledig omringt.
Op het tweede niveau, onder de dakgoot, bevinden zich vensters van een gelijkaardig ontwerp, zij het minder hoog.
De façade heeft twee niveaus met een rond fronton erop. Op het eerste niveau gaan de twee banden verder dan het middenstuk, naar de zijvlakken onder de vleugelstukken met voluten, die aan weerszijden van de tweede verdieping zijn geplaatst. Op het fronton staat een vierkantige toren bestaande uit twee verdiepingen gescheiden door een band. De toren wordt getopt door een ingesnoerde spits. Het kalkstenen portaal dat eindigt in een rondboog, wordt voorafgegaan door enkele treden. Aan beide zijden van het portaal zijn er pilasters  die een hoofdgestel en un rond fronton dragen.
Er is een tweede deur, voorafgegaan door een tiental treden, in de eerste travee van de noordelijke zijbeuk.
De binnenkant is zeer licht geschilderd, in wit en grijs. Er is een tongewelf. De zuilen van het schip zijn in toscaanse stijl. De pijlers van het koor en transept zijn gekroond met voluutkapitelen.
De kerk bevat opmerkelijk  meubilair.
In de kerk bevindt zich een romaanse doopvont uit de 11e of 12e eeuw. Het bestaat uit een cilindervormige stenen kuip geflankeerd door vier zuiltjes die op een basis steunen. Elk zuiltje is getopt met een ruw gebeeldhouwd hoofd. Van de vier hoofden zijn er twee behouden. De archaïsche stijl van deze hoofden is in de lijn van andere romaanse doopvonten uit de streek. Het exemplaar van Jumet wijkt echter af van de andere vonten. Hier zijn de hoofden rechtstreeks op de zuiltjes geplaatst. Gewoonlijk is het hoofd ondersteund door een console.
Er is ook een altaar gewijd aan Onze-Lieve-Vrouw van Tongre en een communiebank, beide uit de 17e eeuw.

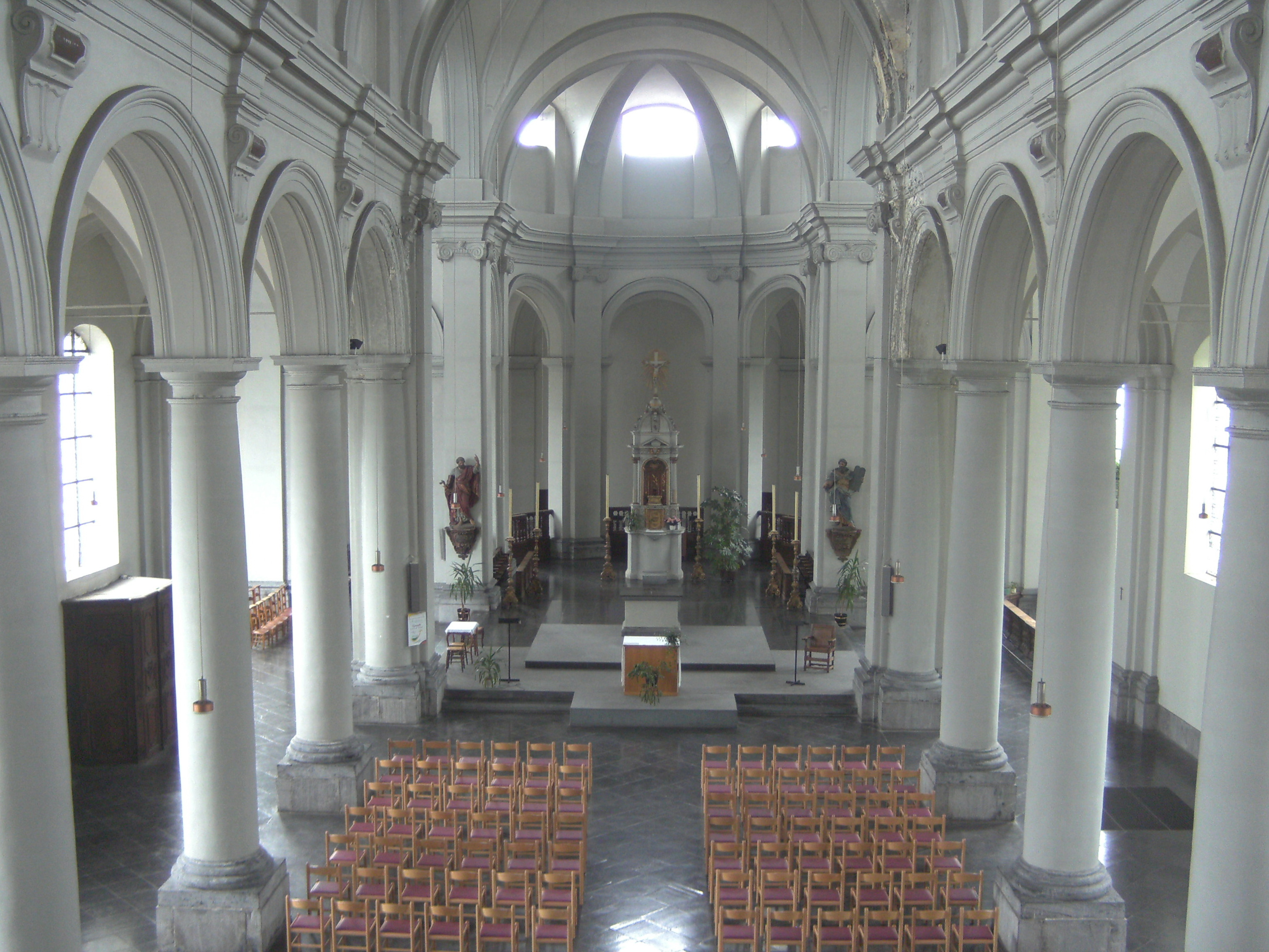
Algemeen aanzicht van het schip vanaf het oksaal.
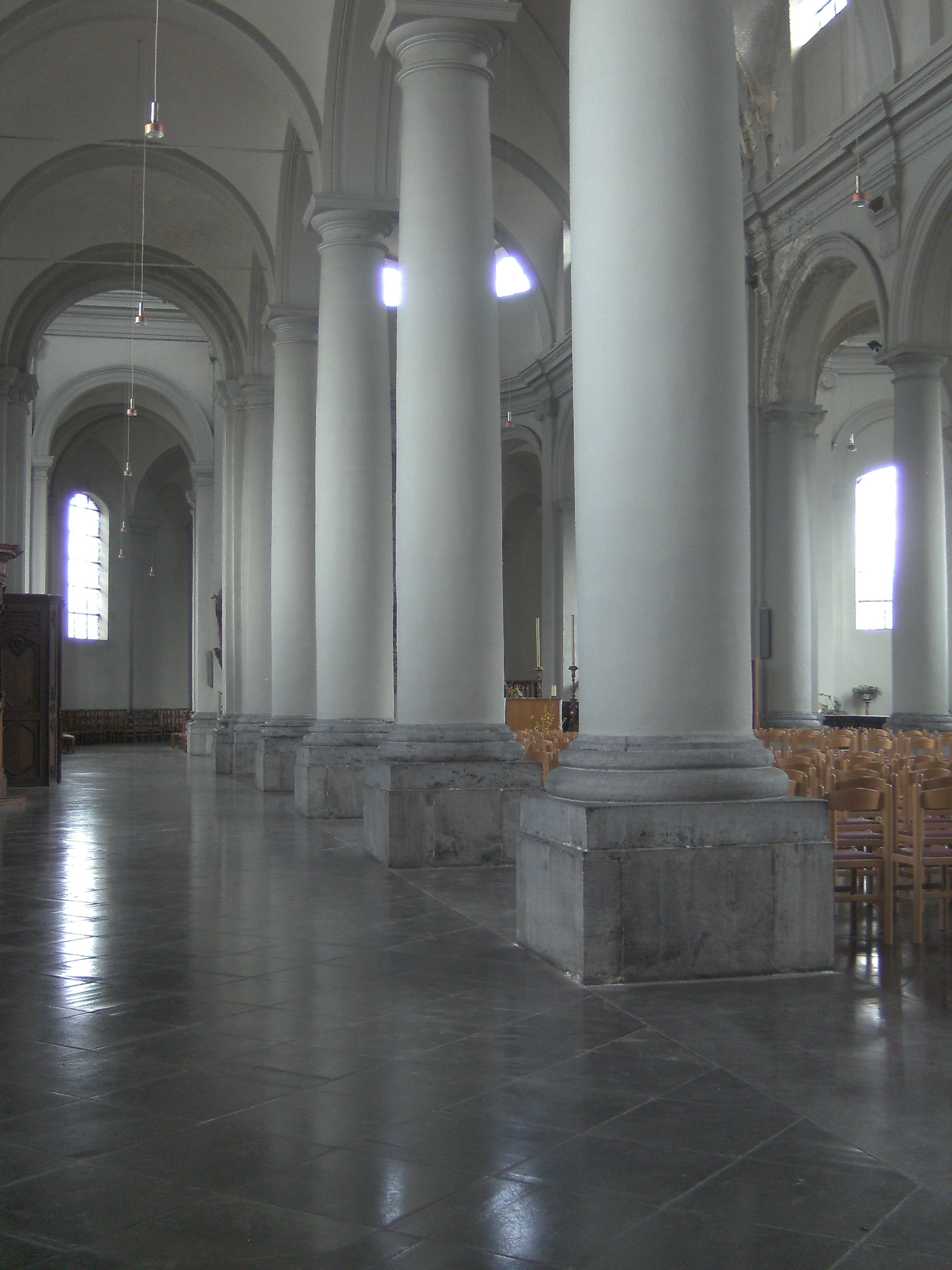
De noordelijke zijbeuk met de toscaanse zuilen, zicht in de richting van het koor.
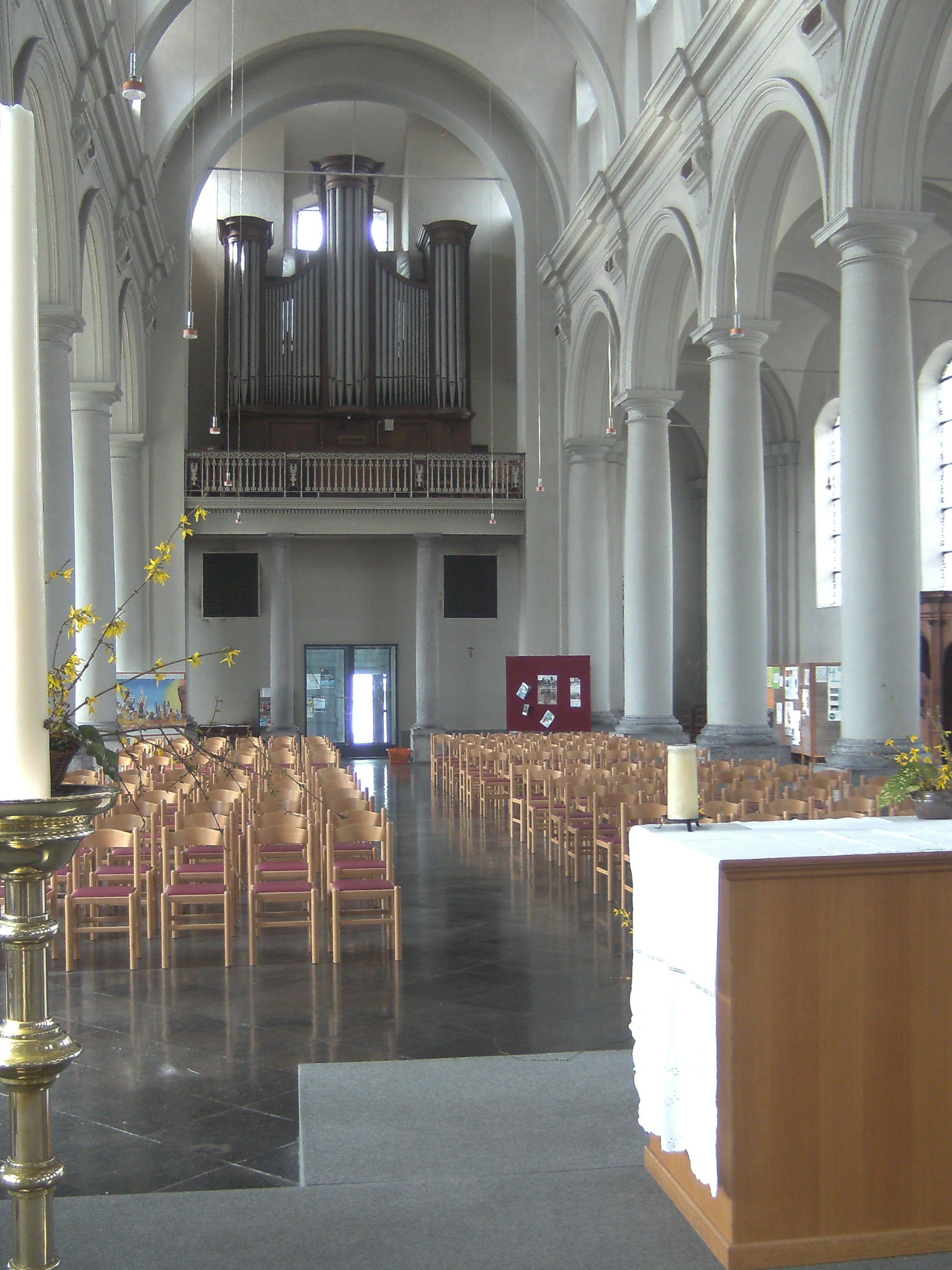
Het schip, oksaal en orgel gezien vanaf het koor.
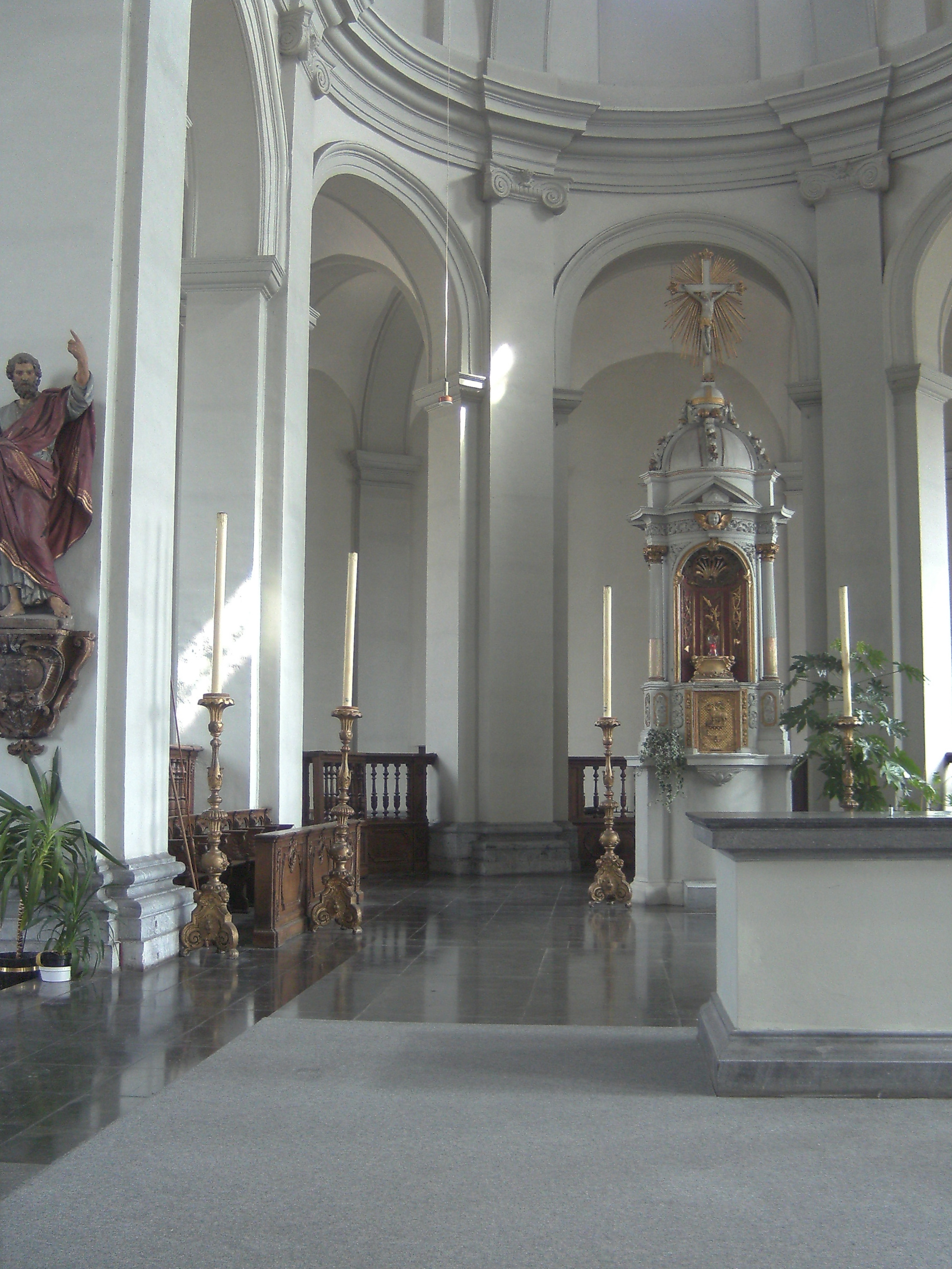
Koor en kooromgang, tabernakel en altaar.
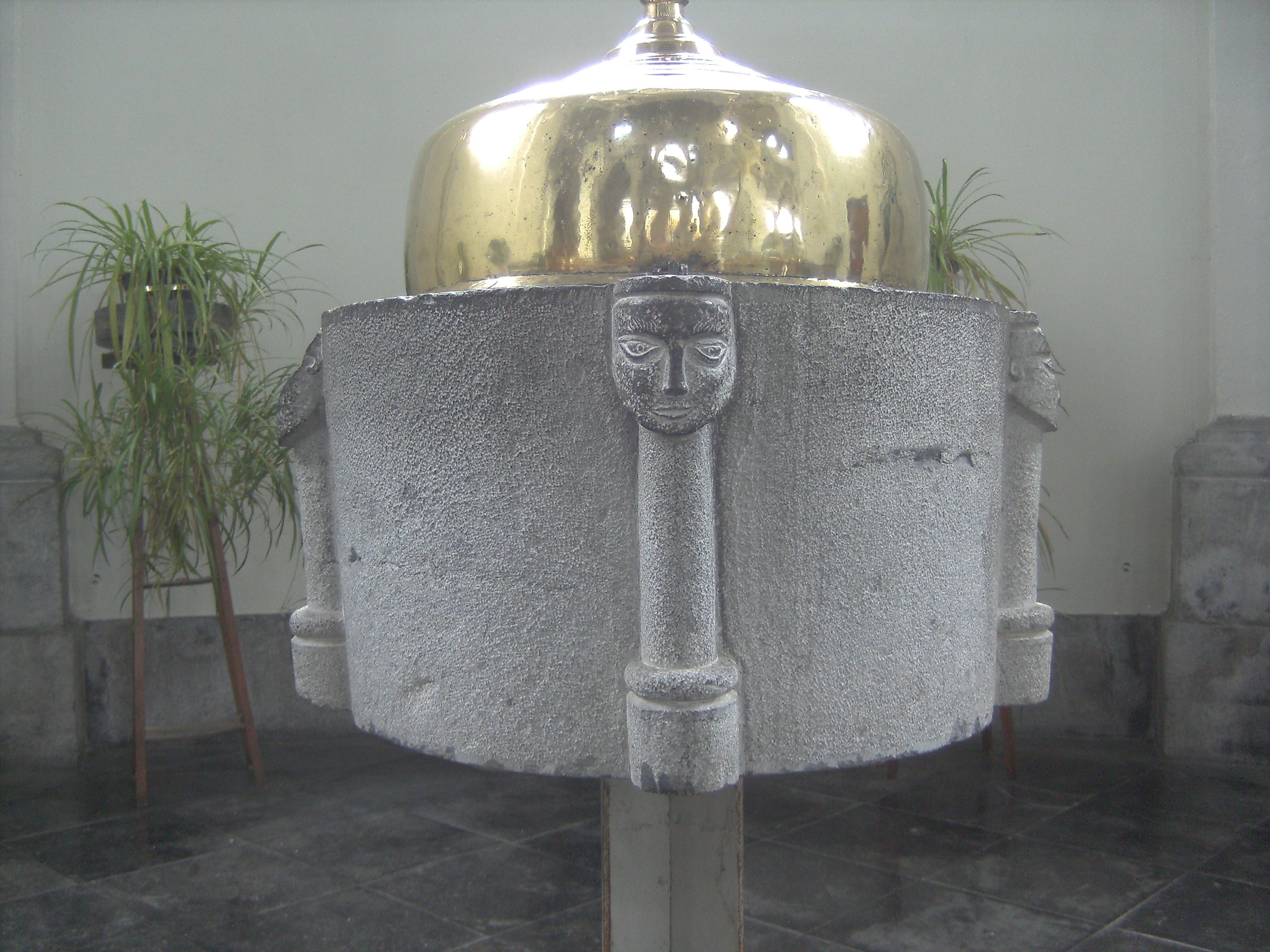
Romaans doopvont met vier gebeeldhouwde hoofden, waarvan er twee nog bestaan.